# Isabel Rodríguez García
Isabel Rodríguez García (ur. 5 czerwca 1981 w m. Abenójar) – hiszpańska polityk i działaczka samorządowa, parlamentarzystka, od 2021 minister w hiszpańskim rządzie.

## Życiorys
Działaczka Hiszpańskiej Socjalistycznej Partii Robotniczej (PSOE). W 2004 ukończyła studia prawnicze na Universidad de Castilla-La Mancha. W tym samym roku została wybrana w skład Senatu. Odeszła z tej izby w 2007, obejmując stanowisko dyrektora generalnego do spraw młodzieży w administracji regionu Kastylia-La Mancha. W 2008 została rzecznikiem prasowym rządu tej wspólnoty autonomicznej. W 2011, 2015 i 2016 uzyskiwała mandat posłanki do Kongresu Deputowanych. W 2019 objęła urząd alkada Puertollano.
W lipcu 2021 została ministrem polityki terytorialnej oraz rzecznikiem prasowym rządu w drugim gabinecie Pedra Sáncheza. W 2023 ponownie wybrana w skład niższej izby Kortezów Generalnych. W listopadzie 2023 powołana na urząd ministra mieszkalnictwa i spraw miejskich w trzecim rządzie dotychczasowego premiera.